# 世界消費者権利デー
世界消費者権利デー（せかいしょうひしゃけんりデー、英語: World Consumer Rights Day）とは国際消費者機構が1983年に提唱した記念日。毎年3月15日に設定されている。
この記念日は、1962年3月15日にアメリカ合衆国大統領であったジョン・F・ケネディが「消費者の利益の保護に関するアメリカ合衆国連邦議会への特別教書」を発表したことに由来し、国際消費者機構が世界の消費者運動を祝福し連帯する記念日とした。